# Urotrichini
Tribu
Synonymes
- Urotrichi Dobson, 1883[2]

Les Urotrichini sont une tribu de mammifères de la famille des Talpidae. 

## Liste des genres et espèces
Hormis le genre Myxomygale, éteint, cette famille regroupe des taupes japonaises en deux genres monospécifiques.
- genre Dymecodon True, 1886[3]
  - Dymecodon pilirostris - Taupe de True
- genre Myxomygale Filhol, 1890 †[3]
  - Myxomygale antiqua Filhol, 1890 †
  - Myxomygale vauclusensis Crochet, 1995 †
- genre Urotrichus Temminck, 1841[3]
  - Urotrichus talpoides - Taupe des montagnes du Japon